# Camille Petitjean
Pour les articles homonymes, voir Petitjean.
 (avril 2010).
Si vous disposez d'ouvrages ou d'articles de référence ou si vous connaissez des sites web de qualité traitant du thème abordé ici, merci de compléter l'article en donnant les références utiles à sa vérifiabilité et en les liant à la section « Notes et références ».
Camille Petitjean est un colonel, officier de réserve, décoré de la Légion d'honneur et de la croix Distinguished Service Order (D.S.O.) britannique. 
Ingénieur des Arts et Métiers, il exerçait au service du personnel de l’entreprise Berliet à Rouïba (Algérie) lorsque, le 26 février 1962, il fut entraîné hors de son bureau par de faux policiers, probablement des barbouzes ; il fut retrouvé criblé de balles près d'Orléansville (Algérie) en mars 1962.

## L'affaire Petitjean
Soupçonné d’être un membre de l'OAS et adjoint de Jean Lalanne, membre de l’OAS au Bureau central de renseignements, Petitjean est enlevé aux usines Berliet à Rouïba (Algérie), torturé et abattu par balles. Son corps fut retrouvé près d'Orléansville par de jeunes bergers jouant dans un terrain vague, débité en plusieurs morceaux dans un sac en plastique. Les gendarmes chargés de l’enquête prirent des photos du corps torturé, et une journaliste de L'Écho d'Alger les reproduisit et monta un dossier de presse qu'elle envoya à ses confrères français et étrangers. Après identification du corps, on demanda aux médias et à la police de ne pas ébruiter l'affaire.
Le 27 février 1962, les faux policiers débarquent dans son usine et l'arrêtent en présentant des cartes de police française fournies par le Mouvement pour la coopération. À la suite de son arrestation et de sa disparition, les syndicats de son usine se mettent en grève, mais sans aucune amélioration de la situation au fil du temps. On dit, selon un homme du FLN dont la femme travaillait avec les barbouzes, qu'il avait été durement torturé, une boîte de conserve remplie d'acide était suspendue au-dessus de la tête et les gouttes qui tombaient sur son crâne finissaient par y créer des rigoles.[réf. nécessaire]
La responsabilité des barbouzes est mise en cause, et fait beaucoup de bruit à Alger et dans toute l’Algérie, mais en métropole, la plupart des journaux se contentent d’articles discrets. La Délégation Générale française publie un communiqué niant l’existence de polices parallèles en Algérie, mais après cette annonce, les barbouzes du Mouvement pour la coopération sont rappelés en France. Pierre Lemarchand, responsable des barbouzes, nie toutefois la participation de ses hommes dans cette affaire, et implique la « Mission C », commandée par le directeur de la police judiciaire Michel Hacq, « ce que semble confirmer les archives de la mission C ».

## Décorations
- Grand officier de la Légion d'honneur
- Ordre du Service distingué britannique

## Extrait d'allocution
- « J'affirme solennellement, une fois pour  toutes, qu'il n'y a pas en France de police parallèle et qu'il faut que cessent ces calomnies odieuses, ces racontars déshonorants, ces histoires de barbouzes, qui, n'ont même plus le mérite d'être drôles. Il faut que le pays sache qu'il n'y a en France que les forces régulières de la sûreté nationale, de la Préfecture de police et de la Gendarmerie nationale »

(Roger Frey, ministre de l'Intérieur, à la tribune de l'Assemblée nationale le 7 mai 1966)